# From the Inside (canção)
"From the Inside" é um single da banda norte-americana Linkin Park, lançado em 2004.

## Faixas
1. "From the Inside"
2. "Runaway" (ao vivo no Texas)
3. "From the Inside" (ao vivo no Texas)

## Paradas musicais
| Paradas (2004)              | Melhor posição |
| --------------------------- | -------------- |
| Alemanha Singles Chart      | 35             |
| Austrália Singles Chart     | 37             |
| Austrália Singles Chart     | 42             |
| França Singles Top 100      | 35             |
| Itália Singles Chart        | 41             |
| Suécia Singles Top 60       | 52             |
| Suíça Singles Chart         | 38             |
| Nova Zelândia Singles Chart | 50             |
| Brasil (ABPD)               | 50             |